# Оккервиль (лесопарк)
Лесопа́рк Оккерви́ль — лесной массив и благоустроенный парк в новом городе Кудрово, на берегах реки Оккервиль (от которой и получил своё название).

## Расположение
С севера, по Ленинградской улице, граничит с микрорайоном Новый Оккервиль; с юга — с микрорайоном Южное Кудрово, с востока — с СПбКАД. На территории лесопарка проложены две асфальтированные кольцевые пешеходно-велосипедные дорожки (1,1 и 2,1 км), перекинуты три моста через реку Оккервиль.
Ближайшие станции метро —  «Улица Дыбенко» (в 1 км к западу) и  «Кудрово» (планируемая).

## История
В момент открытия (2 октября 2010 года) благоустроенная компанией «Отделстрой» прибрежная территория в 10 га получила название «парк Оккервиль», однако впоследствии этот парк, с прилегающим к нему благоустроенным лесным массивом примерно такого же размера, стали называть «лесопарк Оккервиль».
В июне 2014 года в лесопарке прошёл фестиваль исторической реконструкции «Парад эпох: Великая Римская империя».

## Храм в парке
На территории парка действует храм в честь иконы Божией Матери «Отрада» или «Утешение», освящение которого состоялось 25 мая 2014 года; на его территории начато строительство Собора Апостола и Евангелиста Иоанна Богослова.
По инициативе администрации Заневского сельского поселения при храме в Кудрово проводится сбор гуманитарной помощи терпящим бедствие от конфликта в Донецкой и Луганской областях Украины.